# 1987 en droit
Cet article présente les faits marquants de l'année 1987 en droit.

## Évènements

### Juillet
- 20 juillet : adhésion de la République démocratique du Congo à la Charte africaine des droits de l'homme et des peuples adoptée le 27 juin 1981 à Nairobi (Kenya).

### Décembre
- 30 décembre, France : loi sur l'air et l'utilisation rationnelle de l'énergie (dite LAURE ou loi Lepage).